# Bundesinstitut für Berufsbildung
El Instituto Federal de Educación y Capacitación Profesional (BIBB)  en la ciudad federal de Bonn es una instalación para la investigación y el desarrollo de la educación y formación profesional (dual).
La BIBB fue fundada en 1970 sobre la base de la Ley de Formación Profesional (BBiG) de 1969 como el Instituto Federal de Investigación de Formación Profesional (BBF). La base legal de la BIBB, sus tareas y órganos es la BBiG en la versión del 1 de abril de 2005, que ha reemplazado las regulaciones anteriores de la Ley de Formación Profesional (BerBiFG). El BIBB está sujeto a la supervisión legal del Ministerio Federal de Educación e Investigación (BMBF) y está financiado como una institución federal de derecho público con fondos del presupuesto federal. Las tareas de BIBB se describen en § 90 BBiG.
Los objetivos del trabajo de investigación, desarrollo y asesoramiento de BIBB son identificar las tareas futuras de la formación profesional, promover la innovación nacional e internacional y desarrollar nuevas soluciones prácticas para la educación y la formación profesional. 
La BIBB desarrolla ocupaciones de capacitación y regulaciones de capacitación en coordinación con los interlocutores sociales y moderniza las ocupaciones existentes y crea la lista de ocupaciones de capacitación reconocidas.
BIBB es miembro del consorcio de instituciones de investigación departamentales. 

## Proyectos e instalaciones seleccionados
- qualiboXX, plataforma nacional de aprendizaje del Instituto Federal de Formación Profesional

- BWP, Formación Profesional en Ciencia y Práctica (BWP), la revista del Instituto Federal de Educación y Formación Profesional

- Informe de formación profesional o informe de datos sobre el Informe de formación profesional, un complemento del Informe de formación profesional del Ministerio Federal de Educación e Investigación (BMBF) y se publica anualmente a principios de abril por el Instituto Federal de Educación y Formación Profesional (BIBB)

- AusbildungPlus, un proyecto del Instituto Federal de Educación y Formación Profesional para ampliar una base de datos de cursos de capacitación con calificaciones adicionales y programas de estudio dual, integración de un portal de base de datos correspondiente y análisis científico de los contenidos de la base de datos

- DEQA-VET, en el Instituto Federal de Educación Profesional, se ocupa del aseguramiento de la calidad y el desarrollo en VET.

- Jobstarter, programa de estructura de capacitación del Ministerio Federal de Educación e Investigación (BMBF), ubicado en el Instituto Federal de Educación Profesional y Capacitación

- Agencia Nacional en el Instituto Federal de Formación Profesional